# Черешка
Черешка (болг. Черешка) — село в Болгарии. Находится в Кырджалийской области, входит в общину Джебел. Население составляет 28 человек.

## Политическая ситуация
В местном кметстве Контил, в состав которого входит Черешка, должность кмета (старосты) исполняет Бейсим Дауд Алиосман (Движение за права и свободы (ДПС)) по результатам выборов правления кметства.
Кмет (мэр) общины Джебел — Бахри Реджеб Юмер (Движение за права и свободы (ДПС)) по результатам выборов в правление общины.